# Arbelos

Um arbelos (região cinza)

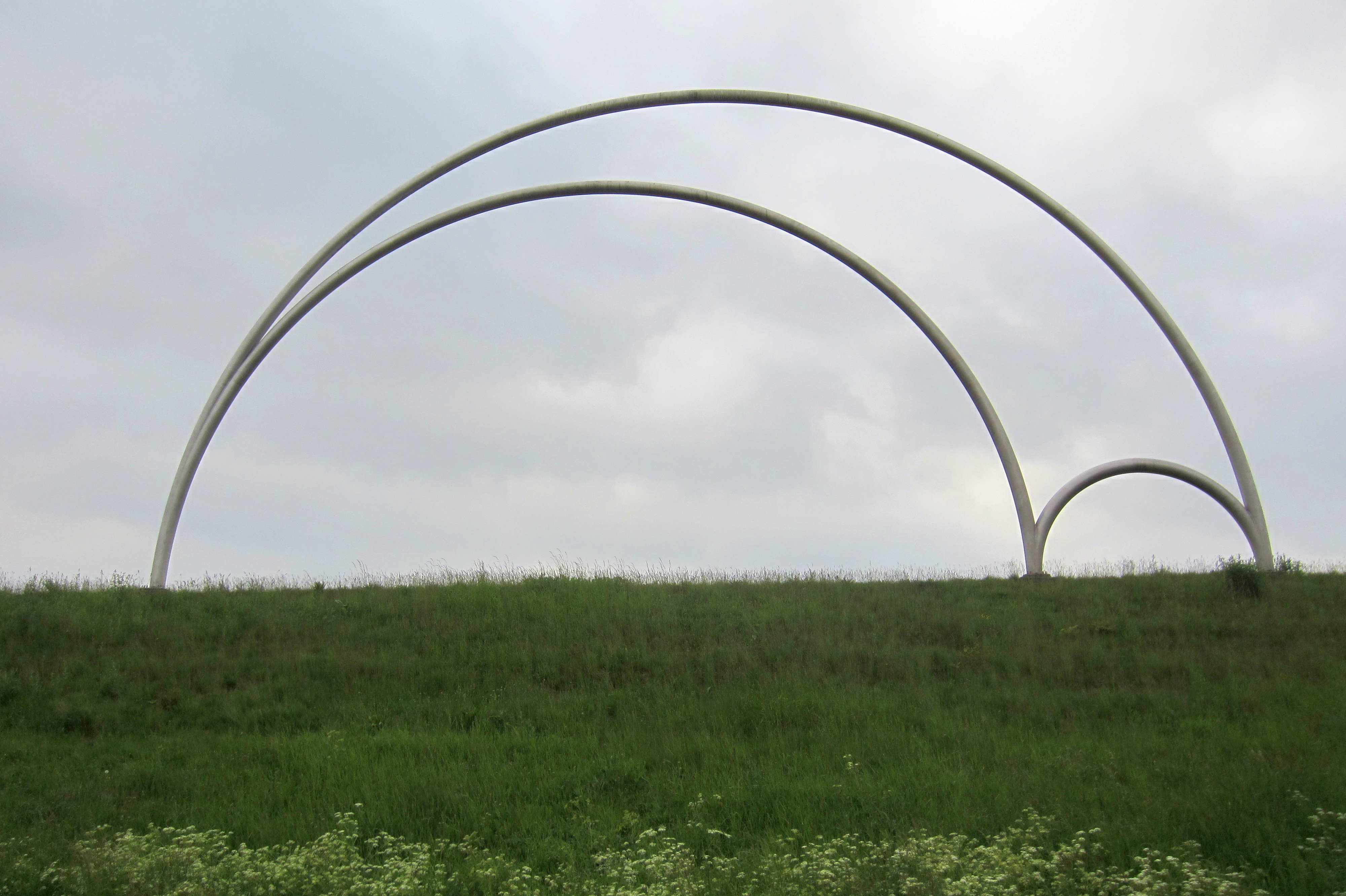
Escultura de Arbelos em Kaatsheuvel, Holanda

Em geometria, um arbelos é uma região plana delimitada por três semicírculos com três vértices, de modo que cada canto de cada semicírculo é compartilhado com um dos outros (conectado), todos do mesmo lado de uma linha reta (a linha de base ) que contém seus diâmetros.
A mais antiga referência conhecida a esta figura está no Livro de Lemmas de Arquimedes, onde algumas de suas propriedades matemáticas são declaradas como Proposições 4 a 8. A palavra arbelos é grega para 'faca de sapateiro'. A figura está intimamente relacionada com a Corrente de Papo.

## Propriedades
Dois dos semicírculos são necessariamente côncavos, com diâmetros arbitrários a e b ; o terceiro semicírculo é convexo, com diâmetro a+b.

Alguns pontos especiais nos arbelos.

### Área
A área do arbelos é igual à área de um círculo de diâmetro HA.
Prova: para a prova, reflita o arbelos sobre a linha através dos pontos B e C, observando que duas vezes a área do arbelos é o que sobra quando as áreas dos dois círculos menores (com diâmetros BA e AC) são subtraídos da área do círculo maior (com diâmetro BC). Já que á área do círculo é proporcional ao quadrado do diâmetro (Elementos de Euclides, Livro XII, Proposição 2; não precisamos saber que a constante de proporcionalidade é ⁠π/4⁠), o problema se reduz a mostrar que {\displaystyle 2|AH|^{2}=|BC|^{2}-|AC|^{2}-|B|^{2}}. O comprimento |BC| é igual à soma dos comprimentos  |BA| e |AC|, logo a equação se simplifica para {\displaystyle |AH|^{2}=|BA||AC|}. Logo, podemos afirmar que o comprimento do segmento AH é a média geométrica dos comprimentos dos segmentos BA and AC. Agora (ver figura abaixo) o triângulo BHC, sendo inscrito ao semicírculo, tem um ângulo reto no ponto H (Elementos, Livro III, Proposição 31), e consequentemente |HA| é de fato uma "média proporcional" entre |BA| e |AC| (Elementos, Livro VI, Proposição 8, Porisma). Esta prova aproxima o antigo argumento grego; Harold P. Boas cita um artigo de Roger B. Nelsen que implementou a ideia como uma prova visual.

### Retângulo
Sejam D e E os pontos onde os segmentos BH e CH interceptam os semicírculos AB e AC, respectivamente. O quadrilátero ADHE é na verdade um retângulo .
Prova : ∠BDA, ∠BHC, e ∠AEC são ângulos retos porque estão inscritos em semicírculos (pelo teorema de Tales). O quadrilátero ADHE portanto, tem três ângulos retos, portanto é um retângulo. QED

### Tangentes
A linha DE é tangente ao semicírculo BA em D e ao semicírculo AC em E .
Prova : Como ∠BDA é um ângulo reto, ∠DBA é igual a ⁠π/2⁠ menos ∠DAB. Contudo, ∠DAH é igual a ⁠π/2⁠ menos ∠DAB (já que ∠HAB é um ângulo reto). Logo, os triângulos DBA e DAH são similares. Com isso, ∠DIA é igual a ∠DOH, onde I é o ponto médio de BA e O é o ponto médio de AH. Mas ∠AOH é uma linha reta, então ∠DOH e ∠DOA são ângulos suplementares. Portanto a soma de ∠DIA e ∠DOA é π. ∠IAO é um ângulo reto. A soma dos ângulos em qualquer quadrilátero é 2π, então no quadrilátero IDOA, ∠IDO deve ser um ângulo reto. Mas ADHE é um retângulo, então o ponto médio O de AH (a diagonal do retângulo) também é o ponto médio de DE (a outra diagonal do retângulo). Como I (definido como o ponto médio de BA) é o centro do semicírculo BA, e o ângulo ∠IDE é um ângulo reto, então DE é tangente ao semicírculo BA em D. Por raciocínio análogo, DE é tangente ao semicírculo AC em E. Q.E.D.

### Círculos de arquimedes
A altitude AH divide os arbelos em duas regiões, cada uma limitada por um semicírculo, um segmento de linha reta e um arco do semicírculo externo. Os círculos inscritos em cada uma dessas regiões, conhecidos como círculos de Arquimedes dos arbelos, têm o mesmo tamanho.

## Variações e generalizações

Exemplo de um f -belos

O parbelos é uma figura semelhante ao arbelos, que usa segmentos de parábola em vez de semicírculos. Uma generalização que compreende arbelos e parbelos é o f -belos, que usa um certo tipo de funções diferenciáveis semelhantes.
No modelo de meio plano de Poincaré do plano hiperbólico, um arbelos modela um triângulo ideal .

## Etimologia

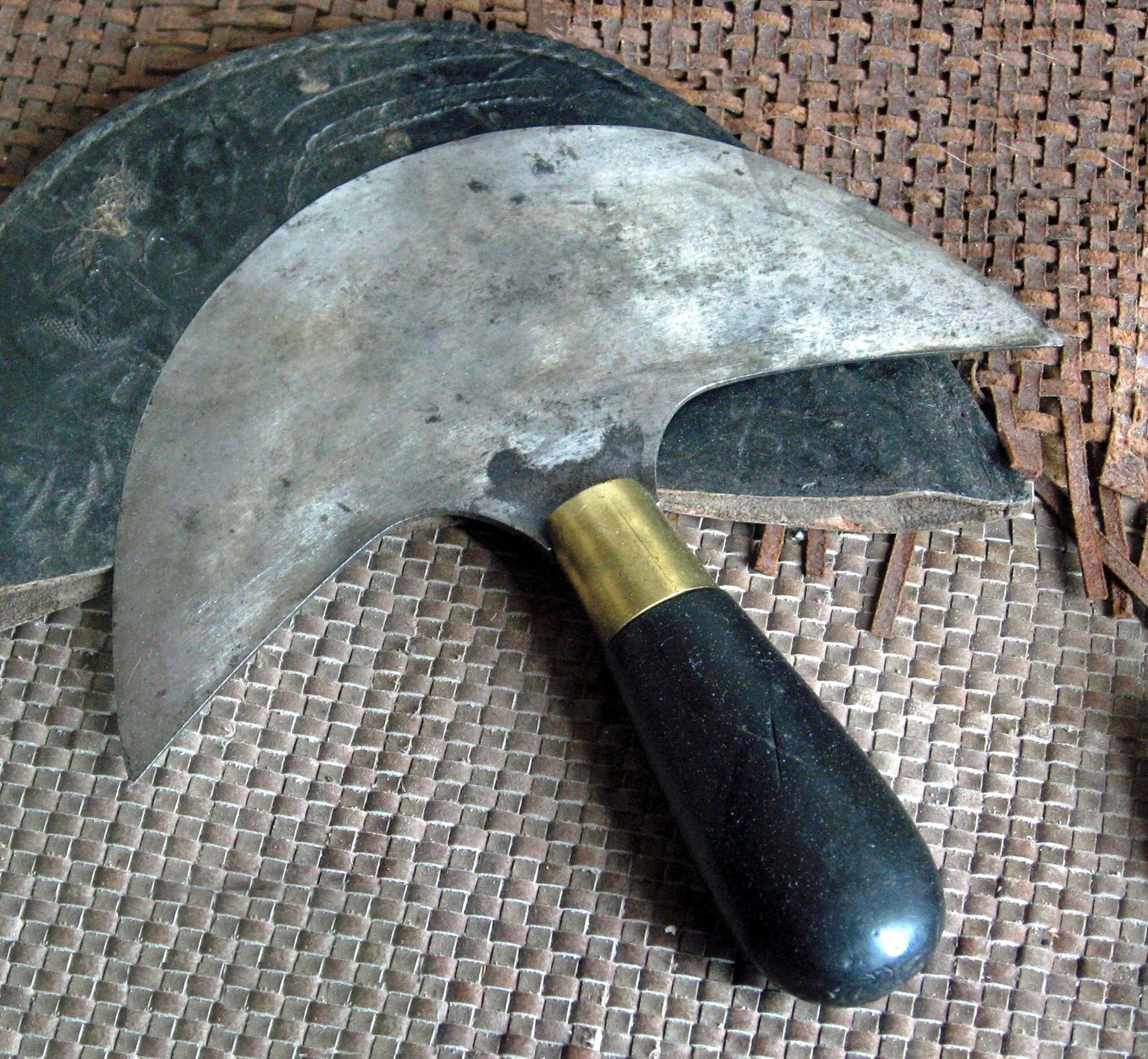
O tipo de faca de sapateiro que deu nome à figura

O nome arbelos vem do grego ἡ ἄρβηλος he árbēlos ou ἄρβυλος árbylos, que significa "faca de sapateiro", uma faca usada por sapateiros desde a antiguidade até os dias atuais, cuja lâmina se diz assemelhar-se à figura geométrica.

## Ligações Externas
- Media relacionados com Arbelos no Wikimedia Commons
- A definição de dicionário de Arbelos no Wikcionário